# Осада Серингапатама (1799)
Осада Серингапатама (англ. Siege of Seringapatam) — последнее сражение четвёртой англо-майсурской войны между войсками Британской Ост-Индской компании и королевства Майсур, длившееся с 5 апреля по 4 мая 1799 года. Британцы вместе со своими союзниками, низамом Хайдарабада и маратхами, добились победы поле осады и штурма крепости Серингапатама. Типу Султан, правитель Майсура, был убит в бою. После победы британцы вернули на трон династию Водеяров, но сохранили косвенный контроль над королевством. Командиром британских войск был генерал-майор Дэвид Бэйрд.

## Предыстория
Объединённые силы Британской Ост-Индской компании и их союзников — низама Хайдарабада и маратхов — насчитывали более 50 тысяч солдат. Войска королевства Майсур под руководством Типу Султана имели около 30 тысяч человек. 
Когда началась четвёртая англо-майсурская война, англичане собрали две большие колонны под командованием генерала Джорджа Харриса. Первая состояла из более чем 26 тысяч военнослужащих Британской Ост-Индской компании, 4 тысяч из которых были европейцами, а остальные — местными индейскими сипаями. Вторая колонна была предоставлена низамом Хайдарабада и состояла из десяти батальонов и более 16 тысяч кавалеристов. В совокупности силы союзников насчитывали более 50 тысяч солдат. Силы Типу были истощены третьей англо-майсурской войной и последующей потерей половины его королевства, но у него всё ещё, вероятно, было до 30 тысяч солдат.
Британские войска состояли из следующих подразделений:
- 19-й полк (лёгких) драгунов[англ.]
- 25-й полк (лёгких) драгунов[англ.]
- 12-й (Восточный Суффолк) пехотный полк[англ.]
- 33-й (1-й Западный райдинг Йоркшира) пехотный полк[англ.]
- 73-й (Пертширский) пехотный полк[англ.]
- 74-й (Горный) пехотный полк[англ.]
- 75-й (Стирлингширский) пехотный полк[англ.]
- 77-й (Западный Миддлсекс) пехотный полк[англ.]
- Шотландская бригада (позже 94-й пехотный полк[англ.])
- Полк де Мёрона[англ.] (швейцарские наемники графа Карл-Даниэля де Мёрона[англ.], оплачиваемые британцами)

Индийские силы (сипаи) состояли из следующих подразделений:
- 1-й Мадрасский пехотный полк[англ.]
- 2-й Мадрасский пехотный полк[англ.]
- 1-й Мадрасский кавалерийский полк[англ.]
- 2-й Мадрасский кавалерийский полк[англ.]
- 3-й Мадрасский кавалерийский полк[англ.]
- 4-й Мадрасский кавалерийский полк[англ.]
- Мадрасские пионеры[англ.]
- Мадрасская артиллерия[англ.]
- 1-й бенгальский пехотный полк[англ.]
- 2-й бенгальский пехотный полк[англ.]
- Бенгальская артиллерия

## Ход осады
Серингапатам был осаждён британскими войсками 5 апреля 1799 года. Уровень воды в реке Кавери, протекавшей вокруг города Серингапатам, находился на самом низком уровне в этом году, и пехота могла бы перейти её вброд, если бы штурм начался до муссона. Когда начался обмен письмами с Типу, казалось, что он тянет время. Типу попросил, чтобы для переговоров к нему были отправлены два человека, а также заявил, что он занят охотой. Главный министр Типу Султана Мир Садик, как утверждается, был подкуплен британцами. Англичане обратились за помощью к Мир Садику, который, как и Пурнайя и Камар-уд-дин Хан, некоторое время назад вёл с англичанами переписку, направленную против его хозяина.

## Брешь
Генерал-губернатор Индии Ричард Уэлсли планировал проделать брешь в стенах Серингапатама. Её местоположение, как отмечал Битсон, автор записок о четвёртой Майсурской войне, находилось «в западной куртине, немного правее фланга северо-западного бастиона. Этот старый вал казался слабее нового». Обороне майсурцев удалось предотвратить установку батареи на северной стороне реки Кавери 22 апреля 1799 года. Однако к 1 мая, работая по ночам, англичане завершили установку южных батарей и подвели их к стене. На рассвете 2 мая батареям низама Хайдарабада удалось пробить брешь во внешней стене. Кроме того, мины, которые были заложены под брешью, были поражены артиллерией и преждевременно взорвались.
Командиром британских войск был генерал-майор Дэвид Бэйрд, непримиримый враг Типу Султана: двадцать лет назад он находился у Султана в плену в течение 44 месяцев. Штурмовые отряды, в том числе солдаты 73-го и 74-го полков, проникли в брешь и пробились вдоль крепостных валов.
В ночь на 3 мая несколько офицеров подобрались к гласису, осмотрели брешь и выработали способ атаки форта. Видимо, именно в этот момент английские офицеры договорились с Миром Садиком, что нападение произойдёт в полдень.

## Штурм
Штурм должен был начаться в час дня, в самый зной, когда защитники обычно отдыхали. Во главе с двумя отрядам смертников две колонны должны были атаковать защитников крепости вокруг бреши, затем развернуться направо и налево и окружить укрепления. Третья резервная колонна под командованием Артура Уэлсли по мере необходимости должна была оказывать поддержку там, где это будет необходимо.
4 мая 1799 года в 11:00 британские войска были проинструктированы, и европейцам были выданы виски и бисквиты, после чего был дан сигнал для атаки. Атаку возглавили отряды смертников, насчитывающие семьдесят шесть человек. Колонны быстро построились, получили приказ примкнуть штыки и начали продвигаться вперед.
С приближением назначенного часа Мир Садик отвёл войска, расположенные возле бреши, под предлогом выдачи им денег. Никто не протестовал против этого. Сайид Абдул Джаффар (Sayyid Abdul Ghaffar), который был очень предан султану, был убит пушечным ядром. Сразу после того, как Сайид был убит, предатели подали сигнал, помахав белым носовым платком английским войскам, которые в ожидании сигнала выстроились в окопах.
Штурмовой отряд перешёл вброд через реку Кавери, вода в которой была примерно 1,2 метра глубиной, прикрываемые огнём британских батарей, через 16 минут взобрался на крепостные валы и быстро оттеснил защитников. Британские колонны повернули направо и налево, пройдя внутри крепостных стен, пока не встретились на противоположной стороне города.
В Серингапатаме был захвачен Тигр Типу, автоматон, находящийся в настоящее время в музее Виктории и Альберта.

## Смерть Типу
Колонна, которая обходила северо-западный угол внешней стены, была немедленно вовлечена в серьёзную схватку с группой майсурских воинов под командованием очень тучного офицера, которые защищали все проходы. Офицер постоянно стрелял в британцев из охотничьих ружей, которые слуги заряжали и передавали ему. После падения города, в сумерках, некоторые из британских офицеров отправились искать тело Типу Султана. Он был опознан как тот самый тучный офицер, который стрелял из охотничьих ружей. Его тело было найдено в полузаваленном туннеле возле Водяных ворот.
Бенджамин Сиденхэм описал тело так:
...входное отверстие чуть выше правого уха, пуля застряла в левой щеке; у него было также три раны в теле; он был ростом около 5 футов 8 дюймов (1,73 м) и не очень красив, он был довольно тучен, имел короткую шею и высокие плечи, но его запястья и лодыжки были маленькими и хрупкими.
У него были большие глаза, маленькие изогнутые брови и очень маленькие бакенбарды. По его внешнему виду было заметно, что он из благородных. Лицо его выражало смесь надменности и решимости. Он был одет в прекрасную белую льняную куртку, ситцевые панталоны, багряно-красная ткань вокруг талии с красным шелковым поясом и сумка, лежащая поперёк тела и головы.

Кроме того на нём был тюрбан. При нём не было никакого оружия.
Со смертью Типу Султана завершилась Четвёртая англо-майсурская война.

## Память
Все военнослужащие войск, возглавляемых британцами, участвовавшие в осаде, были награждены медалью генерал-губернатором Индии.
Две пушки, захваченные британцами во время битвы, выставлены в Королевском военном училище в Сандхерсте, возле офицерской столовой.
Большая часть места битвы до сих пор уцелела, включая крепостные валы, Водяные ворота, место, где было найдено тело Типу Султана, место, где содержались британские пленные, и место разрушенного дворца.
Около 80 человек из швейцарского полка де Мёрона, погибших во время осады, и члены их семей похоронены на гарнизонном кладбище в Серингапатаме.

## В литературе
Роман Уилки Коллинза «Лунный камень» начинается с кражи драгоценных камней, изъятых в Серингапатаме в 1799 году из сокровищницы Типу.
Сражение при Серингапатаме — главный конфликт в романе «Тигр Шарпа» Бернарда Корнуэлл.

## Мемориал правительства Майсура
- Мемориал осады Серингапатама, возведённый правительством Майсура
- Мемориал осады Серингапатама
- Европейские офицеры, погибшие в осаде Серингапатаме
- Подразделения, участвовавшие в осаде Серингапатама
- Подразделения, участвовавшие в осаде Серингапатама
- Мемориал в память об осаде Серингапатама